# Округ Нове Замки
Округ Нове Замки (слч. Okres Nové Zámky) округ је на западу Словачке у Њитранском крају. Административно средиште округа је град Нове Замки.

## Географија
Налази се у централном и јужном дијелу Њитранског краја.
Граничи:
- на сјеверу је Округ Њитра,
- источно Округ Љевице,
- западно Округ Шаља,
- јужно Округ Коморан и Мађарска.

Клима је умјерено континентална.

## Становништво
| Година:    | 1994.   | 2004.   | 2014.   | 2024.   |
| ---------- | ------- | ------- | ------- | ------- |
| Број људи: | 152 674 | 148 001 | 142 317 | 134 231 |
| Разлика:   |         | -3,06 % | -3,84 % | -5,68 % |

| Година:    | 2023.   | 2024.   |
| ---------- | ------- | ------- |
| Број људи: | 135 003 | 134 231 |
| Разлика:   |         | -0,57 % |

Према подацима о броју становника из 2011. године округ је имао 144.212 становника. Словаци чине 58,2% становништва.
| Етнички састав (2011)‍ | Етнички састав (2011)‍ | Етнички састав (2011)‍ | Етнички састав (2011)‍ | Етнички састав (2011)‍ |
| --------------------- | --------------------- | --------------------- | --------------------- | --------------------- |
|                       |                       |                       |                       |                       |
| Словаци               | Словаци               |                       | 0                     | 58,2%                 |
| Мађари                | Мађари                |                       | 0                     | 33,6%                 |
| остали, непознато     | остали, непознато     |                       | 0                     | 8,2%                  |

## Насеља
У округу се налази три града и 59 насељених мјеста. Градови су Нове Замки, Штурово и Шурани.